# (9711) Želetava
(9711) Želetava est un astéroïde de la ceinture principale d'astéroïdes.

## Description
(9711) Želetava est un astéroïde de la ceinture principale d'astéroïdes. Il fut découvert le 7 août 1972 à l'observatoire Zimmerwald par Paul Wild et Ivo Baueršíma. Il présente une orbite caractérisée par un demi-grand axe de 2,98 UA, une excentricité de 0,12 et une inclinaison de 8,7° par rapport à l'écliptique.

## Compléments